# Всё идёт по плану (альбом)
«Всё идёт по пла́ну» — девятый официальный альбом группы «Гражданская оборона». Первый из серии альбомов 1988 года. Как и на альбомах предыдущего, 1987 года, Егор Летов играл на всех инструментах самостоятельно. В 2007 году альбом был наряду с другими переиздан на лейбле «Мистерия Звука» с бонус-треками из неизданного ранее материала. На лицевой обложке переиздания альбома 2007 года Летов использовал картину Макса Бекмана «Ночь».
В 1992 году была выпущена одноимённая двойная грампластинка, содержащая материал трех альбомов 1988 года — «Всё идет по плану», «Так закалялась сталь» и «Боевой стимул».

## История создания
Цикл альбомов «Всё идет по плану», «Так закалялась сталь» и «Боевой стимул» родился после вынужденного скитания Летова и Янки Дягилевой по стране. Почти все песни, вошедшие в данные альбомы, были написаны во время этих странствий.
Зимой 1988 Егор Летов примерно на две недели тайно возвращается в Омск и в одиночку приступает к записи. Константин Рябинов (Кузя УО) к тому времени уже вернулся из армии, но был деморализован «после славных упоительных байконурских будней».

## Запись
Все три альбома были записаны в крайне сжатые сроки (примерно в три дня с 12 по 22 января), чем Летов объяснял низкое качество записи. Также ему не хватало магнитной ленты и всё «лишнее» тут же перезаписывалось.
Запись велась путём наложений партий инструментов друг на друга. В первый день записывались ударные, во второй — бас и ритм-гитары, в следующие полтора дня — голос одновременно с партией соло-гитары.
Название альбому дала композиция «Всё идет по плану», впоследствии ставшая одной из самых известных песен Егора Летова. В её записи поучаствовали случайно зашедшие к Летову Олег Судаков (Манагер) и Константин Рябинов. Текст песни «Лес» был написан Летовым совместно с Олегом Судаковым.
Альбом открывается записью звона курантов, после чего Летов декламирует стихотворение «Какое небо» со строками «А небо всё точно такое же, как если бы ты не продался», написанное им после предложения сотрудничать с КГБ. Эти же строки завершают альбом, после композиции «Финал», в которой звучит мелодия гимна СССР.
В 2001 году Егор Летов при помощи Сергея Летова и Натальи Чумаковой провел ремастеринг записи в своей студии. Альбом был переиздан на лейбле «ХОР Рекордз» (каталожный номер HCD-031a).

## Список композиций
Слова и музыка всех песен — Егор Летов, кроме № 12 и № 25.
| №   | Название                                 | Длительность |
| --- | ---------------------------------------- | ------------ |
| 1.  | «Пролог»                                 | 0:52         |
| 2.  | «Какое небо»                             | 0:34         |
| 3.  | «Система»                                | 2:28         |
| 4.  | «Иуда будет в раю»                       | 1:57         |
| 5.  | «Своё говно не пахнет»                   | 1:20         |
| 6.  | «Продолжая продолжать»                   | 1:19         |
| 7.  | «Повезло»                                | 1:55         |
| 8.  | «Общество „Память“»                      | 1:43         |
| 9.  | «Лапша»                                  | 0:10         |
| 10. | «Второй эшелон»                          | 1:47         |
| 11. | «Человек человеку - волк»                | 1:52         |
| 12. | «Лес» (текст - Егор Летов, Олег Судаков) | 2:32         |
| 13. | «Суицид»                                 | 2:43         |
| 14. | «Государство»                            | 2:10         |
| 15. | «Однажды»                                | 0:04         |
| 16. | «Всё идёт по плану»                      | 4:59         |
| 17. | «Финал»                                  | 1:11         |
| 18. | «Вот какое небо»                         | 0:08         |

| №   | Название                                         | Длительность |
| --- | ------------------------------------------------ | ------------ |
| 19. | «Солдатами не рождаются»                         | 2:32         |
| 20. | «Заебись»                                        | 1:45         |
| 21. | «Тишина»                                         | 0:30         |
| 22. | «Анархия»                                        | 1:16         |
| 23. | «Амнезия»                                        | 2:32         |
| 24. | «В сумасшедшем доме»                             | 0:21         |
| 25. | «Лето прошло» (текст - Егор Летов, Олег Судаков) | 2:18         |
| 26. | «Колыбельная»                                    | 1:13         |

## Участники записи
- Егор Летов — вокал, соло-гитара, ритм-гитара, бас, ударные
- Константин «Кузя УО» Рябинов и Олег «Манагер» Судаков — голоса, вопли и прочий шум в концовке «Всё идет по плану»

### Оценки альбома
Песня «Общество „Память“» со словами «Мы призываем крестом и мечом: вешай жидов и Россию спасай», посвященная одноименной организации, многими слушателями воспринималась буквально и послужила причиной обвинений Егора Летова в антисемитизме, в частности со стороны Михаила Козырева, мотивировавшего нежелание ставить в эфир Нашего радио (возглавляемого им до 2005 года) композиции Гражданской обороны строками из этой песни. В интервью 1990 года Летов так упомянул об антисемитских настроениях:

<…> Еврей становится уже не национальным врагом, он стал метафизическим, который может быть любой национальности. То есть мы с тобой вполне евреями можем стать. Вот и все. Сначала они будут воевать против нас, сколько бы нас ни осталось. А нас можно будет уже по пальцам пересчитать. Потом у них произойдет какой-нибудь раскол, и они будут друг друга уничтожать, жрать. Это все, это вообще-то конец.
— Интервью с Егором Летовым. Нападение — Лучшая «Оборона».